# Бусси, Пьетро Франческо
Пьетро Франческо Бусси (итал. Pietro Francesco Bussi; 28 июля 1684, Рим, Папская область — 10 сентября 1765, там же) — итальянский куриальный кардинал и доктор обоих прав. Племянник кардинала Джованни Баттиста Бусси и дядя кардинала Джованни Баттиста Бусси. Декан Трибунала Священной Римской Роты с 1 января 1757 по 19 ноября 1759. Кардинал-священник с 24 сентября 1759, с титулом церкви Санта-Мария-ин-Виа с 19 ноября 1759. 